# معتمدية سيدي علوان
معتمدية سيدي علوان إحدى معتمديات الجمهورية التونسية، تابعة لولاية المهدية و تضم بلديتين هما بلدية سيدي علوان في شمال المعتمدية و بلدية زالبة في جنوبها.

### مواضيع ذات علاقة
- ولاية المهدية.

1. 1 2 3 4 5 6 7 8 9 10  "المناطق الترابية (العمادات) حسب الولايات والمعتمديات". اطلع عليه بتاريخ 2024-11-30.